# 甘肃省文化馆
甘肃省文化馆，是隶属于甘肃省文化和旅游厅的公益性文化事业单位。前身是成立于1956年的甘肃省群众艺术馆，2003年更为现名。甘肃省文化馆主要提供综合性公共文化服务，负责组织、培训、指导全省群众文化艺术活动，创作文化艺术作品，培养业余文艺人才，保护民族民间文化艺术，研究文化理论等工作。
馆址位于兰州市城关区通渭路91号，馆舍建筑面积1452平方米。

## 历史沿革
1956年12月9日，甘肃省群众艺术馆正式成立。馆址位于兰州市共和路（今金塔巷）93号，首任馆长田沛东。
1957年8月，冯毓清任馆长。同年底，省文化局直属的美术工作室、音乐工作室和戏剧研究室并人省群众艺术馆。
1966年5月，文化大革命开始，群众艺术馆的工作全面停止。1967年至1968年，所属职工陆续被派往五七干校和基层锻炼。
1972年，成立甘肃省群众文艺工作室，入驻兰州市东岗西路50号（原甘肃省中苏友好协会大楼）进行筹备工作。1973年初，工作室正式开展工作。
1975年底，搬至段家滩甘肃省电影公司（原兰州电影制片厂）院内办公。1977年底，搬回东岗西路50号。
1978年底，《甘肃文艺》编辑部美术组的大部分人员从省群众文艺工作室划出，筹备甘肃省文学艺术工作者联合会的恢复工作。1979年初，省文化厅群众文化处和省群众文艺工作室实行合署办公。
1980年6月，更名恢复为甘肃省群众艺术馆，内设民间文艺收集整理部、辅导部、编辑部、美术摄影部、办公室，不再与省文化厅群众文化处合署办公。
2003年12月，省文化厅报经省机构编制委员会批准，更名为甘肃省文化馆。
2011年11月9日，开通网站。（现已关闭失效）

## 机构设置
- 办公室
- 文艺培训部
- 群文活动部
- 团队管理部
- 美术书法摄影部
- 调研编辑部